# Tiger Road
Tiger Road (虎への道?), es un videojuego de acción para máquinas recreativas.

## Resumen
Tiger Road fue creado por Capcom en Japón, y distribudo por la misma compañía en noviembre de 1987.

Además de por Capcom, en Europa y Estados Unidos, también fue distribuido por la empresa Romstar.

Tuvo conversiones y adaptaciones a varios ordenadores personales y consolas de videojuegos de la época.

En abril de 2006, Capcom lo reeditó para PlayStation 2 y Xbox, en una recopilación de sus clásicos de recreativas titulada Capcom Classics Collection Volume 2.

## Historia
Ryu-Ken-Oh, que pretende dominar el mundo, ha secuestrado a todos los niños de ciudades y aldeas, para lavarles el cerebro y convertirlos en sus diabólicos secuaces.

El gran maestro del templo Oh-Rin, envía a su mejor discípulo, Lee-Wong, a rescatar a los niños y acabar con Ryu-Ken-Oh. 

Lee-Wong, tendrá que viajar a los cuatro territorios custodiados por los cuatro esbirros de Ryu-Ken-Oh, y acabar con ellos haciendo uso de las armas y el manto mágico que le permite volar,  recibidos de su maestro.

## Conversiones
| N.º | Plataforma   | Desarrollador  | Publicador             | Año  | Región                  | Descripción |
| --- | ------------ | -------------- | ---------------------- | ---- | ----------------------- | --- |
| 1.  | Commodore 64 |                | Capcom                 | 1988 | Estados Unidos · Europa | Entre conversión y adaptación. En general los niveles mantienen una estructura similar a los del juego original, pero aparecen en orden distinto. |
| 2.  | Amstrad CPC  | Probe Software | GO! Erbe Software Kixx | 1988 | Europa                  | Dentro de las limitaciones de la plataforma, una conversión buena a nivel técnico. Se mantiene fiel al original.                                  |
| 3.  | ZX Spectrum  | Probe Software | GO! Erbe Software Kixx | 1988 | Europa                  | Dentro de las limitaciones de la plataforma, una conversión buena a nivel técnico. Se mantiene fiel al original.                                  |
| 4.  | Amiga        | Probe Software | GO!                    | 1989 | Europa                  | Bastante fiel al juego original. |
| 5.  | Atari ST     | Probe Software | GO!                    | 1989 | Europa                  | Prácticamente el mismo juego que la versión de Amiga.                                                                                             |

## Adaptaciones
| N.º | Plataforma | Desarrollador               | Publicador      | Año  | Región                 | Descripción |
| --- | ---------- | --------------------------- | --------------- | ---- | ---------------------- | --- |
| 1.  | PC Engine  | Victor Interactive Software | NEC Corporation | 1990 | Japón · Estados Unidos | El diseño de personajes se ha infantilizado con respecto al original y los niveles, aunque recuerdan a la versión de recreativa, han sido rediseñados. |